# Butten
Butten (dt.: Bütten) ist eine französische Gemeinde mit 662 Einwohnern (Stand 1. Januar 2021) im Département Bas-Rhin in der Region Grand Est (bis 2015 Elsass). Sie liegt im Kanton Ingwiller und gehört zum Arrondissement Saverne.

## Geografie
Die Ortschaft liegt im Krummen Elsass, am Übergang zum Bitscher Land. Das Gemeindegebiet hat einen Anteil am Biosphärenreservat Pfälzerwald-Vosges du Nord.

## Geschichte
Eine Erwähnung der Ortschaft Betto, dem heutigen Butten, gibt es aus dem 15. Jahrhundert.
Von 1871 bis zum Ende des Ersten Weltkrieges gehörte Butten als Teil des Reichslandes Elsaß-Lothringen zum Deutschen Reich und war dem Kreis Zabern im Bezirk Unterelsaß zugeordnet.

### Bevölkerungsentwicklung
| Jahr      | 1910 | 1962 | 1968 | 1975 | 1982 | 1990 | 1999 | 2007 | 2017 |
| Einwohner | 445  | 644  | 694  | 708  | 687  | 717  | 678  | 669  | 669  |

## Wappen
Blasonierung: In Rot ein schrägrechts gelegte silberne Sense mit der Klinge zum Schildhaupt zeigend.

## Sehenswürdigkeiten
- Liste der Monuments historiques in Butten

## TV-Dokumentation
Die TV-Dokumentation „Der glückliche Patron“ von Friedrich Bohnenkamp gibt Einblicke in das Dorfleben. Porträtiert wird der Dachdeckerbetrieb SARL Anthony & Fils.